# Eurytoma heriadi
Eurytoma heriadi är en stekelart som beskrevs av Zerova 1984. Eurytoma heriadi ingår i släktet Eurytoma och familjen kragglanssteklar.
Artens utbredningsområde är Ukraina. Inga underarter finns listade i Catalogue of Life.